# Emir Munzer-moskee
De Emir Munzer-moskee is een moskee in Beiroet, de hoofdstad van Libanon. De moskee stond ook bekend als Masjid Al-Naoufara vanwege de fontein in de binnenplaats.
Deze moskee werd gebouwd door Emir Munzer Al-Tannoukhi. De moskee heeft twee ingangen: de originele 17e-eeuwse boogpoort van Souk Al-Bazarkhan en een tweede ingang met drie bogen, toegevoegd toen het aangrenzende gebouw werd gesloopt om plaats te maken voor de nieuwe Emir Fakhreddine Straat (later omgedoopt tot Riad Al-Solh Straat). Romeinse granieten zuilen werden hergebruikt bij de bouw van de binnenplaats van de moskee. In 1749 restaureerden de broers Emir Melhem en Emir Mansour Haydar Al-Shehab het gebouw. De moskee was gedeeltelijk beschadigd tijdens de Libanese Burgeroorlog (1975-1990), maar werd in 2002 gerestaureerd.